# 11682 Сіваку
11682 Сіваку (11682 Shiwaku) — астероїд головного поясу, відкритий 3 березня 1998 року.
Тіссеранів параметр щодо Юпітера — 3,488.
Названо на честь Сіваку (яп. しわく(塩飽) сіваку).